# إدوين فرنسيس غاي
إدوين فرنسيس غاي (بالإنجليزية: Edwin Francis Gay)‏ هو مؤرخ واقتصادي أمريكي، ولد في 27 أكتوبر 1867 في ديترويت في الولايات المتحدة، وتوفي في 8 فبراير 1946 في باسادينا في الولايات المتحدة.